# RTL Vandaag
RTL Vandaag was een televisieprogramma dat van 2 maart 2009 tot en met 25 juni 2009 werd uitgezonden op RTL 4. Het magazine was elke werkdag tussen negen uur en vijf uur te zien. Het programma werd afwisselend gepresenteerd door Esther Duller, Manon Thomas en Sander Janson.
RTL Vandaag kon als opvolger worden gezien van programma's als Lijn 4 en Koffietijd. Met het programma wilde RTL 4 de dagtelevisie terugbrengen op de zender. RTL Vandaag was iedere werkdag in blokken tussen de vertrouwde programma's te zien.